# Narodziny Psychy (utwór Jerzego Żuławskiego)
Narodziny Psychy – poemat dramatyczny młodopolskiego poety Jerzego Żuławskiego z 1897. W utworze występuje motyw sytuacji uwięzienia i zdobywania wolności. Poemat jest napisany przy użyciu różnych rodzajów wiersza, w tym ośmiozgłoskowca, dziesięciozgłoskowca i jedenastozgłoskowca.
We mgle spowite głucho jękły puszcze,
a tam — o morskie piaszczyste wybrzeża
fala kołysząc się, lekko uderza,
po muszlach dzwoni, szeleści i pluszcze,
zda się, coś mówi i płacze i śpiewa, —
ogniem odbitej zorzy brzeg zalewa,
i znów się wraca, odłamki korali
miecąc za sobą — a niebo bezbrzeżne
coraz się szerzej jasną zorzą pali,
coraz złociściej lśnią gór czoła śnieżne...
Zobacz też: Eros i Psyche